# Monta Bell
Monta Bell (Louis Monta Bell: Washington D. C., 5 de febrer de 1891 - Woodland Hills, 4 de febrer de 1958) va ser un productor, guionista, muntador cinematogràfic i director de cinema estatunidenc, especialitzat en comèdies lleugeres l'estil de les quals recorda al del primer Cecil B. DeMille o al de Ernst Lubitsch. Bell és famós especialment per haver dirigit el drama Torrent, la primera pel·lícula que va rodar Greta Garbo a Hollywood després de la seva etapa a Suècia. Va treballar tant en el cinema mut com en el sonor. Entre 1924 i 1945 va dirigir vint pel·lícules, va produir altres vint i va escriure nou guions. No totes les pel·lícules que va rodar s'han conservat. Va tenir un breu matrimoni amb l'actriu Betty Lawford, cosina de l'actor Peter Lawford.

## Director de cinema
Després d'haver treballat com a periodista a Washington, Bell va participar com a actor en The Pilgrim (1923) de Charles Chaplin, en la que va ser la seva única aparició com a actor en la pantalla gran. Chaplin el va emprar com a muntador i en 1924 Bell es va convertir en director de comèdies de to picant. El 1926 va dirigir Torrent, pel·lícula basada en la novel·la Entre naranjos de Vicent Blasco Ibáñez i protagonitzada per Greta Garbo i Ricardo Cortez. Es va tractar de la primera pel·lícula rodada per Garbo a Amèrica. La pel·lícula va ser un èxit tant de crítica com de públic.
El cinema de Bell es caracteritza per presentar personatges femenins de gran caràcter, audaços i decidits, enfront de la passivitat general dels personatges masculins, caracteritzats com a antiherois. La pel·lícula en la qual millor es reflecteix aquesta subversió dels rols tradicionals és After midnight, pel·lícula de 927 protagonitzada per Norma Shearer.

## Productor
Bell va abandonar la direcció de pel·lícules en la Metro-Goldwyn-Mayer per a dedicar-se a la producció als Estudis Kaufman Astoria a Nova York, propietat de Paramount Pictures. Posteriorment, tornaria a dirigir pel·lícules sonores.

## Filmografia
- Broadway After Dark (1924, director)
- The Snob (1924, director i guionista)
- Lady of the Night (1925, director)
- Pretty Ladies (1925, director)
- The King on Main Street (1925, director i adaptació)
- Lights of Old Broadway (1925, director)
- Torrent (1926, director no acreditat)
- The Boy Friend (1926, director i productor)
- Upstage (1926, director)
- After Midnight (1927, director i història)
- Man, Woman and Sin (1927, director i història)
- The Letter (1929, productor)
- Gentlemen of the Press (1929, productor)
- Applause (1929, productor)
- The Bellamy Trial (1929, director i coguionista)
- The Battle of Paris (1929, productor)
- Behind the Make-Up (1930, productor)
- Young Man of Manhattan (1930, director i productor)
- The Big Pond (1930, productor)
- Laughter (1930, productor)
- East Is West (1930, director i co-productor)
- Downstairs (1932, director i productor)
- The Worst Woman in Paris? (1933, director i guionista)
- Men in White (1934, productor)
- Student Tour (1934, productor)
- West Point of the Air (1941, productor)
- Aloma of the South Seas (1941, productor)
- Birth of the Blues (1941, productor)
- China's Little Devils (1945, director)

### Curtmetratges
- The Adventurer (1917, curt) - Home (sense acreditar)
- The Pilgrim (1923) - Policia (sense acreditar)